# Sgamna
Sgamna  (in arabo السكامنة‎?) è un centro abitato e comune rurale del Marocco situato nella provincia di Settat, regione di Casablanca-Settat. Conta una popolazione di 10 245 abitanti (censimento 2014).